# Africa Sports National
L'Africa Sports National és un club de futbol ivorià de la ciutat d'Abidjan.
Va ser fundat el 27 d'abril de 1947 amb el nom Club Sportif Bété.

## Palmarès
- Lliga ivoriana de futbol:[1]
  - 1967, 1968, 1971, 1977, 1978, 1982, 1983, 1985, 1986, 1987, 1988, 1989, 1996, 1999, 2007, 2008, 2011
- Copa ivoriana de futbol:[2]
  - 1961, 1962, 1964, 1977, 1978, 1979, 1981, 1982, 1985, 1986, 1989, 1993, 1998, 2002, 2009, 2015, 2017
- Copa Houphouët-Boigny:[3]
  - 1979 ,1981, 1982, 1986, 1987, 1988, 1989, 1991, 1993, 2003, 2015
- Recopa africana de futbol: 
  - 1992, 1999
- Supercopa africana de futbol: 
  - 1992
- Campionat d'Àfrica Occidental de futbol (Copa UFOA):
  - 1985, 1986, 1991
- Copa de l'Àfrica Occidental Francesa de futbol: 
  - 1958

## Jugadors destacats
- Joseph-Antoine Bell
- Kwame Ayew
- Oussou Konan Anicet
- Lacina Dao
- Serge Die
- Olivier Ottro Gnakabi
- Kader Keïta
- Tiassé Koné
- Serge-Alain Liri
- Edgar Loué
- Serge Maguy
- Jonas Meyer
- Jean-Jacques Tizié
- Ahmed Toure
- Stephen Keshi
- Thompson Oliha
- Rashidi Yekini
- Ishmael Dyfan
- Brima "Mazolla" Kamara
- Kossi Agassa
- Franck Atsou